# Karl Sesta
Karl Sesta, eigentlich Karl Sesztak, (* 18. März 1906 in Wien-Simmering, Österreich-Ungarn; † 12. Juli 1974 in Hainburg an der Donau) war ein österreichischer Fußballspieler auf der Position des Verteidigers. Das Mitglied des legendären Wunderteams wurde von seinen Anhängern auch „der Blade“, wienerisch für „der Dicke“, genannt.

## Karriere
Der gelernte Hufschmied Sesta begann seine Fußballer-Karriere 1919 in Simmering bei Vorwärts XI. Danach spielte er bei den Vereinen SC Simmering, Teplitzer FK (1927), WAC (ab 1928), wo er 1931 mit dem Sieg im österreichischen Cupwettbewerb seinen ersten Titel errang. Schließlich erfolgte 1934 der Wechsel zur Austria Wien nach Ober St. Veit. Am Beginn seiner Laufbahn wurde er als Mittelstürmer eingesetzt, wurde aber dann zu einem der ersten modernen Verteidiger, der für seine Beinschere und sein schnelles, oft überraschendes Vorrücken in den Angriff mit erfolgreichen Torschüssen berühmt wurde. Größter Erfolg bei den Veilchen war der Gewinn des Mitropapokals 1936, den Vorläufer des heutigen Europapokals. Auch den Cup konnte Sesta 1935 und 1936 zwei weitere Male gewinnen, ein Meistertitel blieb ihm jedoch verwehrt.
Für die österreichische Nationalmannschaft spielte der Simmeringer erstmals 1932 gegen die Tschechoslowakei (1:1) in Prag und wurde bald ein wichtiger Bestandteil für das Wunderteam. Aus dieser Zeit stammt auch sein Wortwechsel mit George, 1. Duke of Kent im Zuge eines Länderspieles der österreichischen Nationalmannschaft in England. Auf dessen Feststellung, wonach Fußballer ein wunderschöner Beruf sein müsse, antwortete Sesta wörtlich: „Sie haben aber auch keine schlechte Hackn (Wiener Dialekt für Arbeit), Majestät.“ Er bestritt 44 Länderspiele für Österreich und nahm auch an der Fußball-Weltmeisterschaft 1934 in Italien teil, wo das rot-weiß-rote Team bis ins Halbfinale kam.
Nach dem Anschluss Österreichs an das Deutsche Reich spielte er noch 1941 und 1942 drei Länderspiele für die reichsdeutsche Auswahl. Am 15. Juni 1941 feierte er gegen Kroatien im Alter von 35 Jahren sein Debüt in der deutschen Nationalmannschaft und ist damit bis heute der älteste Spieler, der für „Deutschland“ sein erstes Länderspiel bestritt. Nach dem Zweiten Weltkrieg bestritt er noch die ersten beiden Spiele Österreichs am 19. und 20. August 1945 gegen Ungarn. Nach der Beendigung seiner Spielerkarriere war der Simmeringer noch als Trainer im In- und Ausland (u. a. beim Wiener Sport-Club, Wiener AC, SK Vorwärts Steyr, Austria Salzburg, 1. FC Traunstein und BC Augsburg) tätig. Er wurde am Simmeringer Friedhof, Teil N, Gruppe 2, Reihe 5, Nr. 3 bestattet.

## Abseits des Fußballs
Nebenbei war Sesta auch als Amateur-Ringer erfolgreich und gewann den österreichischen Meistertitel. Eine Anekdote hierzu erzählt, dass der Verteidiger in der Pause eines Gastspiels von Austria Wien in Griechenland den dortigen Lokalmatador im Ringen besiegte.
Als ausgebildeter Sänger trat er auch im Varieté Leicht im Wiener Prater auf und bekam 1932 in London eine Goldene Schallplatte für Wienerlieder verliehen.

## Nationalsozialismus
Seine renitente Widerständigkeit während der NS-Zeit muss laut neuerer Forschung um Aspekte des Profitierens (Arisierung einer Hammerbrot-Filiale) ergänzt werden. So wurde Sesta nach 1945 als aufmüpfiger bockerer-artiger Typ konstruiert. Er betätigte sich als Wahlhelfer für die Volksabstimmung über den Anschluss Österreichs. Nachdem Sestas Versuche, wie Matthias Sindelar ein Kaffeehaus zu arisieren, mangels eigenen Kapitals gescheitert waren, gelang ihm die Arisierung einer Filiale der Bäckerei „Hammerbrot“ in der Wiener Alserbachstraße, die er am 2. Dezember 1938 eröffnete. Den Kaufvertrag zwischen Sesta und dem jüdischen Besitzer Josef Brand erstellte der Rechtsanwalt Bruno Eckerl, der zu diesem Zeitpunkt bereits Vereinsführer der Austria war. Der Betrieb wurde 1953 rückgestellt.

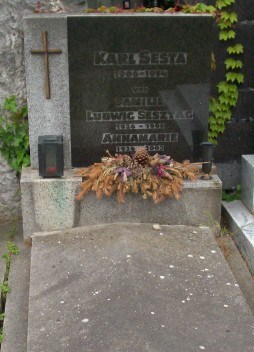
Grabstätte von Karl Sesta

## Stationen
- Vorwärts XI
- 1. Simmeringer SC
- Teplitzer FK
- Wiener AC
- FK Austria Wien
- LSV Markersdorf an der Pielach
- First Vienna FC 1894
- SPC Helfort Wien
- SCR Hochstädt

## Erfolge
- 1 × Mitropapokalsieger: 1936
- 3 × Österreichischer Cupsieger: 1931, 1935, 1936

- Weltmeisterschaftshalbfinale 1934
- 44 Länderspiele und ein Tor für die österreichische Fußballnationalmannschaft von 1932 bis 1935 und 1945